# Меррик (гора)
Ме́ррик (англ. Merrick) — гора, высшая точка Южно-Шотландской возвышенности Шотландии. Высота вершины составляет 843 метра, что делает её самой высокой горой в южных возвышенностях и южной Шотландии.

## Гранитные валуны
Примечательной особенностью горы является наличие нескольких крупных частично погребённых гранитных валунов на высоте около 800 м на западном хребте. Предположительно, они являются ледниковыми образованиями, однако точный механизм их залегания вблизи высшей точки южных возвышенностей, более чем на 200 м выше любого ныне существующего гранита в Галловей-Хилс, остаётся неясным.

## Скалолазание
Ввиду особенностей рельефа скалы Меррик не зафиксировано случаев успешных скалолазаний. Тем не менее зимой, после сильных морозов, на Black Gairy, расположенном к западу от вершины, возможны несколько сложных ледовых восхождений высотой до 200 метров.